# بونأفنتور (كيبك)
بونأفنتور (بالإنجليزية: Bonaventure, Quebec)‏ هي بلدية محلية في كيبيك تقع في كندا في Bonaventure Regional County Municipality. يقدر عدد سكانها بـ 2,775 نسمة ومساحتها 106.90 كم2 .

## أعلام
- إريك فورست